# BBC Parliament
BBC Parliament ist ein britischer Fernsehsender  der British Broadcasting Corporation mit Schwerpunkt auf der Übertragung von politischen Ereignissen. Zum Programm des Parlamentsfernsehens zählen die Versammlungen des House of Commons und des House of Lords, der Northern Ireland Assembly, dem schottischen Parlament und dem walisischen Parlament sowie die Sitzungen kleinerer Komitees. Des Weiteren wird auch Bildmaterial aus dem Europaparlament übertragen.
Vor seiner Übernahme durch die BBC war der Sender unter dem Namen The Parliamentary Channel bekannt. Zu dieser Zeit befand er sich seit 1992 in den Händen der United Artists Cable und wurde von einem Konsortium britischer Kabelnetzbetreiber finanziert. Am 23. September 1998 kaufte die BBC den Sender und sendete unter dem neuen Namen. Heute ist BBC Parliament über Kabel, Satellit und Freeview, dem britischen Pendant zu DVB-T zu empfangen. Außerdem ist BBC Parliament weltweit über einen Livestream im Internet zu empfangen. Bis zum 14. November 2000 war die Audiospur über DAB empfangbar.
Wegen beschränkter Kapazitäten im digitalen terrestrischen Fernsehen sendete BBC Parliament seit seinem Start bis zum 30. Oktober 2008 in diesem Sendeformat nur die Audiospur. Nach dem Aufkommen von Freeview hatte das übertragene Programm zwar ein Bild, jedoch nahm es nur ein Viertel der Bildfläche ein. Auf heftigen Protest konnte die BBC kurze Zeit später genügend Bandbreite zur Verfügung stellen, sodass Vollbild möglich war.
Bemerkenswert bei BBC Parliament ist, dass das Material – im Gegensatz zu den anderen BBC-Sendern – fast vollständig aus BBC-fremden Produktionen und Sendeanlagen stammt. Wichtige Ereignisse und die Berichterstattung liegen trotz alledem in den Händen der BBC.